# Masashi Ōwada
Masashi Ōwada (japanisch 大和田 真史 Ōwada Masashi; * 28. Juli 1981 in der Präfektur Ibaraki) ist ein ehemaliger japanischer Fußballspieler.

## Karriere
Ōwada erlernte das Fußballspielen in der Jugendmannschaft von Kashima Antlers und der Universitätsmannschaft der Meiji-Universität. Seinen ersten Vertrag unterschrieb er 2004 bei den Mito HollyHock. Der Verein spielte in der zweithöchsten Liga des Landes, der J2 League. Für den Verein absolvierte er 197 Ligaspiele. 2011 wechselte er zum Ligakonkurrenten Tochigi SC. Für den Verein absolvierte er 58 Ligaspiele. Ende 2013 beendete er seine Karriere als Fußballspieler.